# Transport (tipografía)

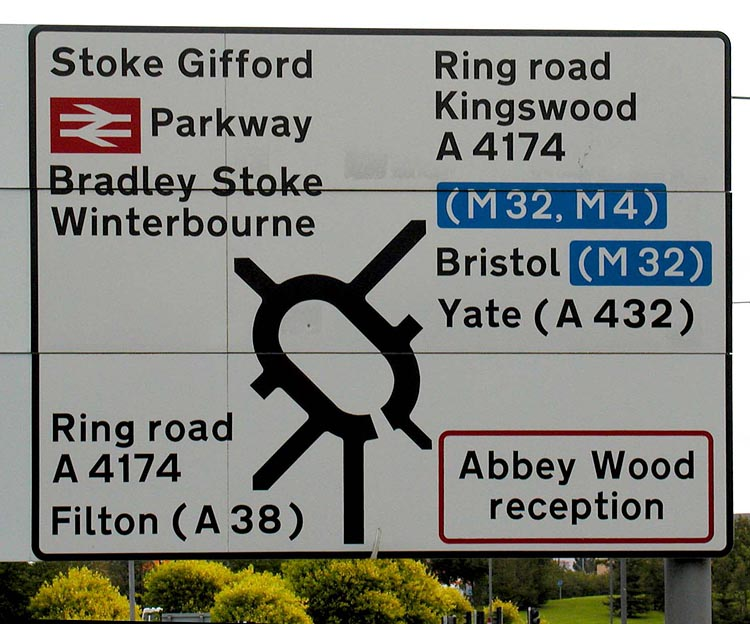
Una señal de carretera escrita principalmente en Transport Heavy; el texto en blanco sobre fondo azul sería Transport Medium

Transport es una tipografía sans serif diseñada para las señales de tráfico en Reino Unido. Fue creada entre 1957 y 1963 por Jock Kinneir y Margaret Calvert como parte de su trabajo como diseñadores en comités del Departamento de Transporte.

## Historia
Antes de su introducción, las señales de carretera británicas utilizaban solo letras mayúsclas del alfabeto Llewelly-Smith que fueron introducidas por el Informe Maybury de 1933 y revisadas en 1955-57. Antiguas señales, como los postes guía tendían a usar una variedad de fuente de palo seco suministrada por los fabricantes. Para la mayoría de las carreteras en las cuales estos carteles se instalaban, la legibilidad no era un problema importante, pero debido a la planificación y construcción de las primeras autopistas en Gran Bretaña en los años 1950 todo esto tenía que cambiar.
El Ministerio de Transportar nombró un Comité de Expertos para el diseño de señales de tráfico para autopistas bajo la supervisión de Sir Colin Anderson en 1957 y Jock Kinneir y su ayudante Margaret Calvert que eran los diseñadores gráficos seleccionados. Todos los aspectos de la señalización fueron investigados y probados, inicialmente en el bypass de Preston (1958, hoy parte de la autopista M6), antes de su introducción en la vía London-Yorkshire M1 un año más tarde. El comité revisó otros ejemplos de países europeos, así como los modelos estadounidenses pero los encontraron insatisfactorios. Es por eso que desarrollaron una tipografía más redondeada con colas distintivas para la 'a', 't' y la 'l', y fracciones sin barras, lo cual ayudó a la legibilidad.
El departamento, viendo los primeros resultados con éxito que el trabajo había tenido decidió convocar otro comité, esta vez bajo la dirección de Sir Walter Worboys y usando de nuevo a Kinneir y Calvert como diseñadores, para crear las señales de tráfico para todo tipo de vías. El trabajo también resultó en la introducción de señales con pictogramas basadas en las recomendaciones de la Conferencia Mundial de las Naciones Unidas para el Transporte por Carretera y Motorizado de 1949.

## Características
Existen dos tipos de tipografía: Transport Medium y Transport Heavy. Ambas tienen la misma forma básica, pero Transport Heavy está en negrita, para permitir leer más fácil las letras negras sobre fondos blancos, así como en aquellas no usadas en carreteras no-primarias. Transport Medium es más fina y se usa en letras blancas con fondos oscuros, tales como las señales de fondo verde en rutas primarias.
La tipografía Transport es la única permitida en las señales viarias en Reino Unido (excepto para las señales de autopistas, donde el número de matrícula de la vía aparece con un tipo distinto de tipografía llamado Motorway).
Sólo un número limitado de símbolos está disponible en Transporte, principalmente aquellos generalmente utilizados en señales de carretera, como apóstrofos, la señal de libra y fracciones comunes como ½ y ⅓. Varios signos diacríticos también están disponibles, para uso en otras lenguas además del inglés, como el galés o el irlandés.

## Otros usos alrededor del mundo
A pesar de que se desarrolló en Reino Unido, la tipografía se ha extendido ampliamente por otros países del mundo. Además de las dependendencias de la Corona, los territorios británicos de Ultramar y algún uso residual limitado en los países de la Commonwealth, la tipografía es usada también en Hong Kong, Islandia, Irlanda, Grecia y Portugal, e incluso en gran parte de Oriente Próximo. Dinamarca usa una variación con espacios más amplios y figuras modificadas. Italia y España usan variantes con trazos más gruesos llamadas Alfabeto Normale en Italia y Carretera Convencional (Originalmente sólo en carreteras convencionales, pero en 2014 también se aplica a la señalización de autopistas).
En países donde se usan otros sistemas de escritura (como el árabe) se utiliza en las transliteraciones al alfabeto latino. Las señales de las carreteras irlandesas usan Transport Heavy con letras en mayúscula. En Indonesia, desde abril de 2014, el mensaje electrónicos variables también usan la fuente Transport.

## Digitalización
La familia de Transporte original, con sus dos modelos, ha sido digitalizada por URW++.

### New Transport
Una versión actualizada de la tipografía ha sido desarrollada por Henrik Kubel de Un2/SW/HK y Margaret Calvert durante 2012, con la familia expandida a seis variantes (Delgados, Luz, Regular, Medio, Negrita, Negro) con estilos oblicuos para complementarlas. También tiene otras características que incluyen figuras de texto y capitales pequeñas.
Uno de sus primeros usos públicos ha sido en la renovación de la página web del gobierno central de Reino Unido , 'GOV.Reino Unido', donde ha sido seleccionada como la fuente única para todo texto.

### Transport New
Existe una versión actualizada aunque no oficial basada en Transport que fue lanzada por K-Type en 2008. La familia incluye Light, Medium y Heavy además de cursivas que fueron añadidas en 2015.

## Usuarios
- Grecia - señales de Carretera (las letras griegas añadidas)
- Hong Kong - señales de Carretera
- Irlanda
- Italia - señales de Carretera
- Indonesia - señales de mensaje Variable
- Malasia - señales de Carretera
- Portugal - señales de Carretera
- España - El tipo fuente "Carretera Convencional" se basa en este tipo de fuente.
- Reino Unido - señales de Carretera, sitio web de gobierno y algunas letras de gobierno
- Estados Unidos - sitio web de gobierno de la Carolina del Norte[10]

## Galería

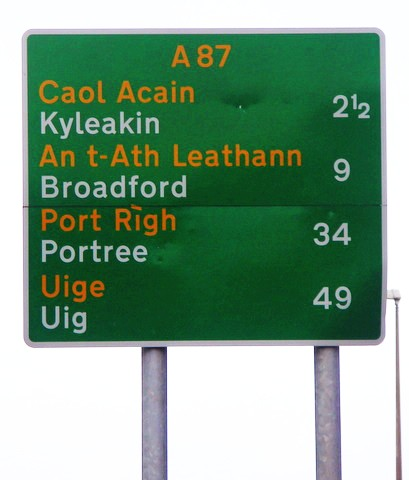
Una señal escocesa en la isla de Skye, con nombres escritos en Gaelico Escocés e inglés, y mostrando las distancias en millas.
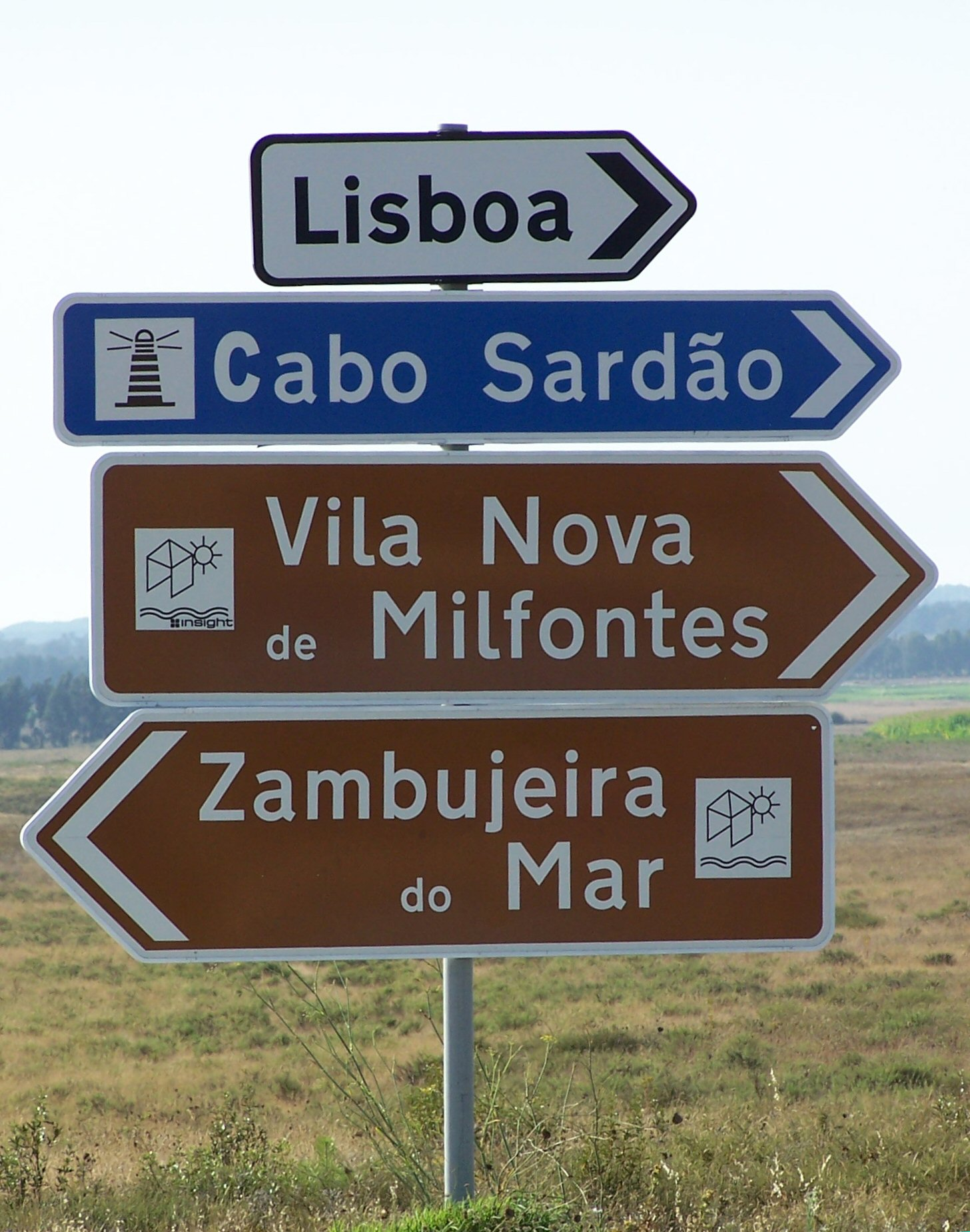
Ejemplo de uso en Portugal
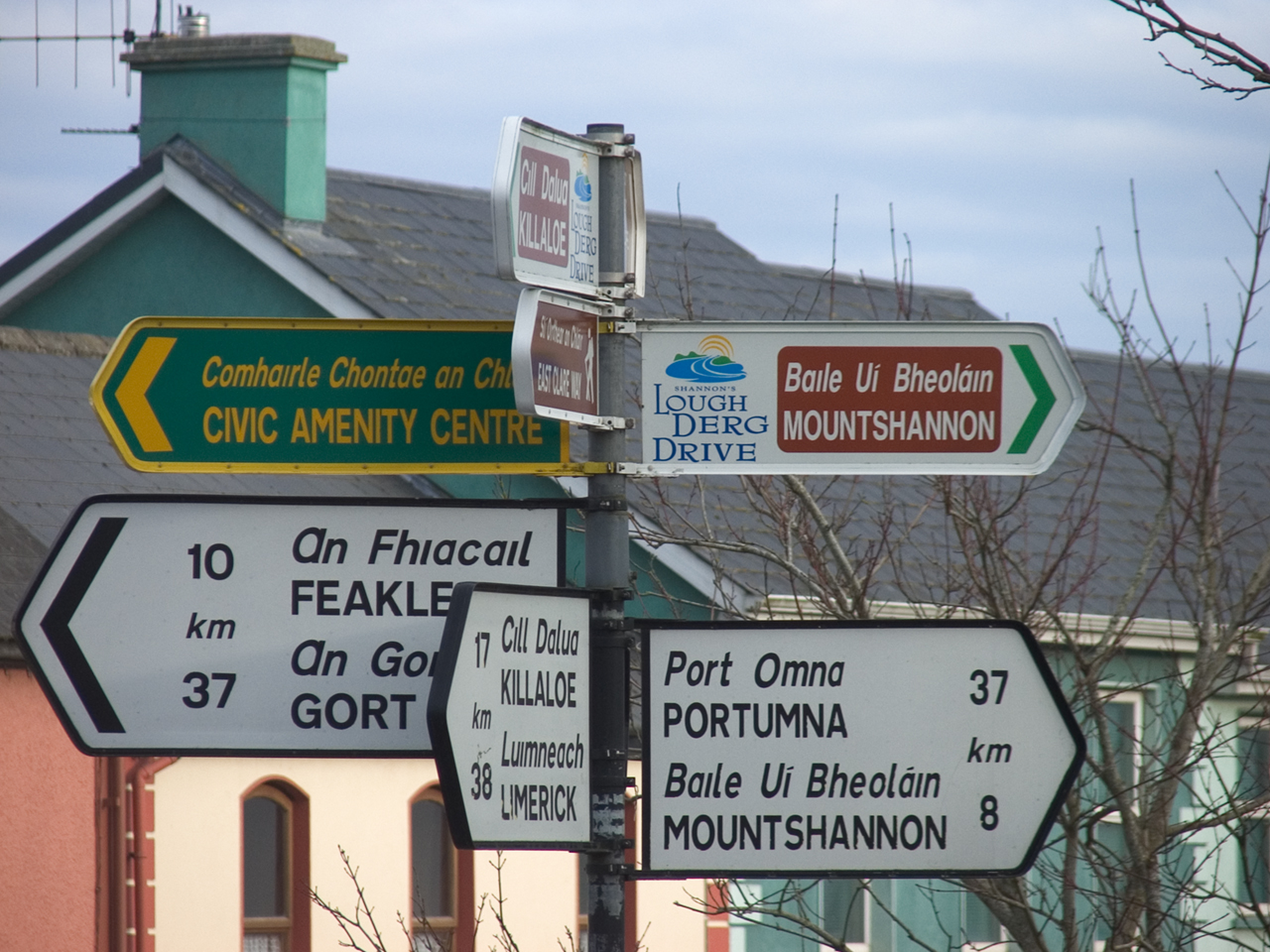
Uso en señalética en Irlanda, con los textos en irlandés en cursiva y en inglés
Señal en Italia con la variante de Transport.
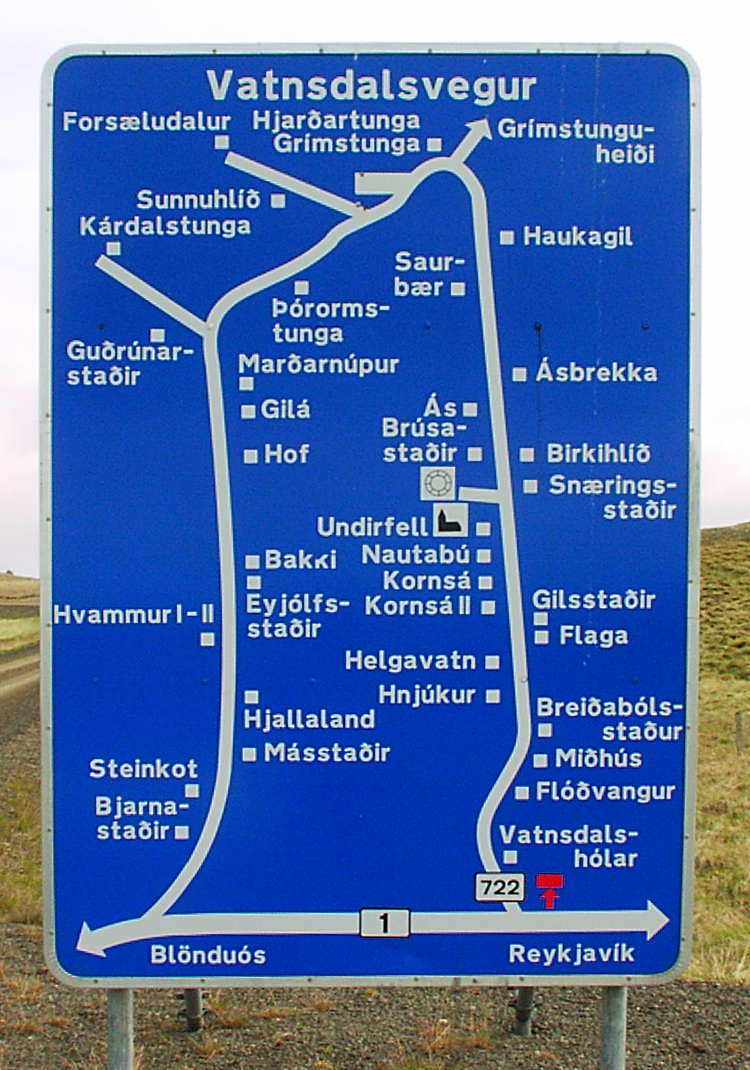
Uso en Islandia
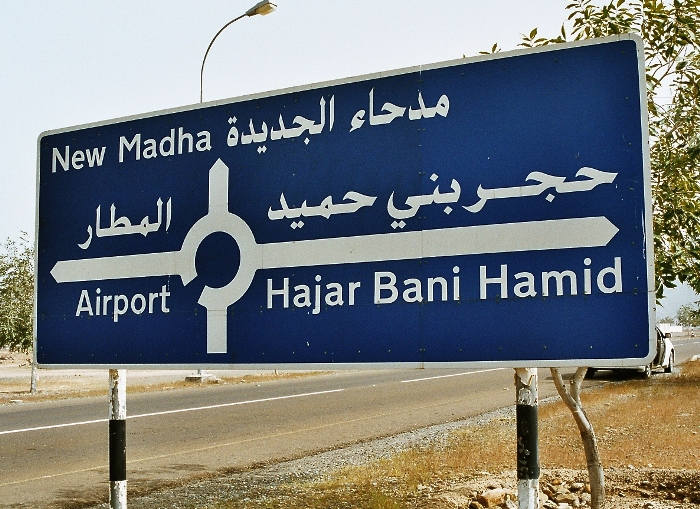
Señal en Omán, en el enclave de Madha. El texto ha sido transliterado al alfabeto latino.
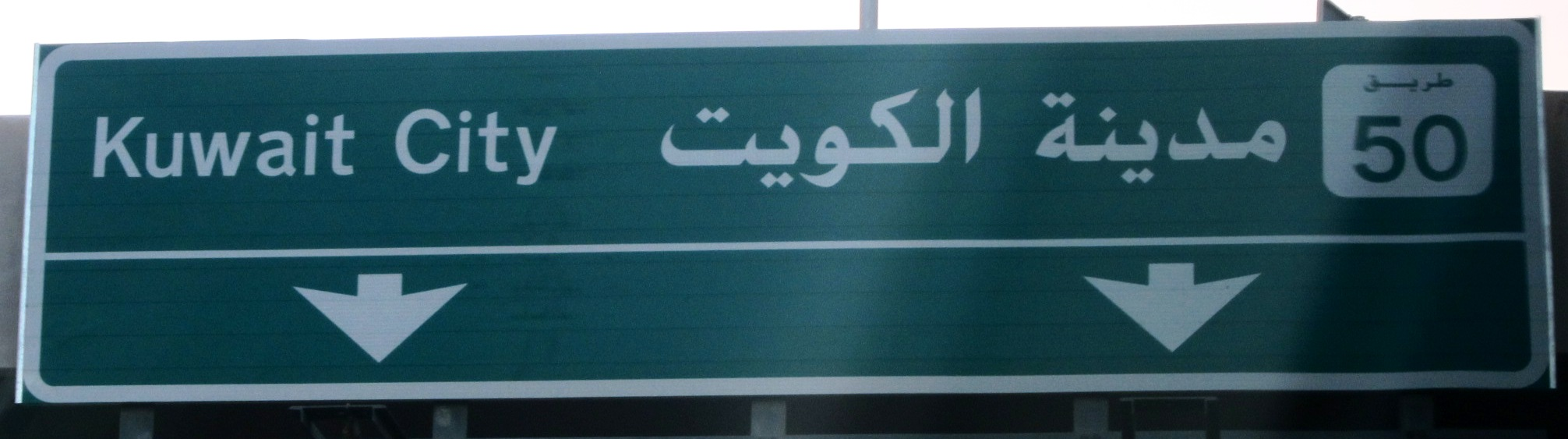
Señal en Kuwait
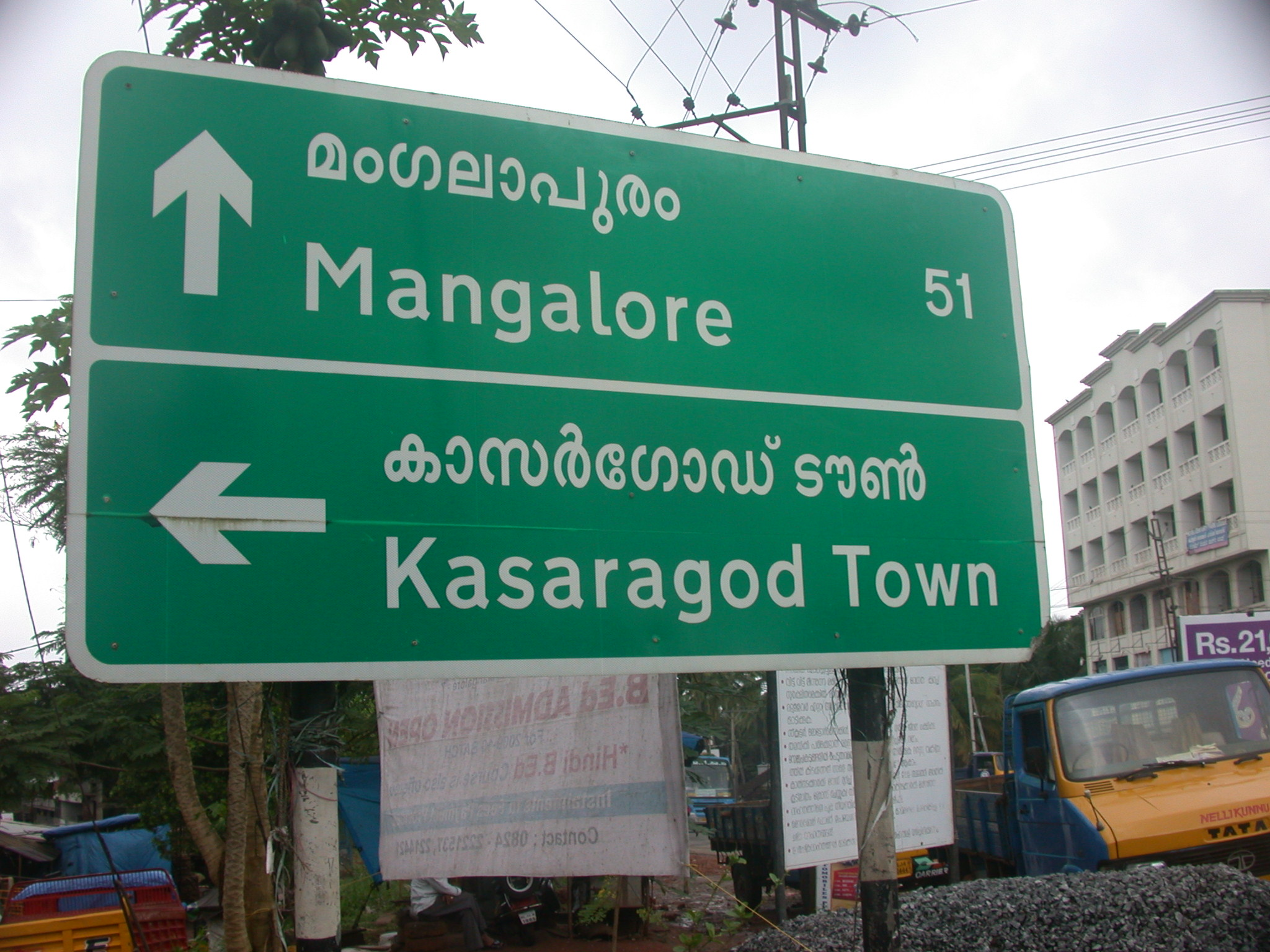
Uso en Kerala, India
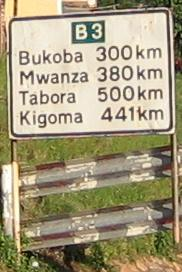
Usado también en antiguas colonias británicas, señal de Tanzania.
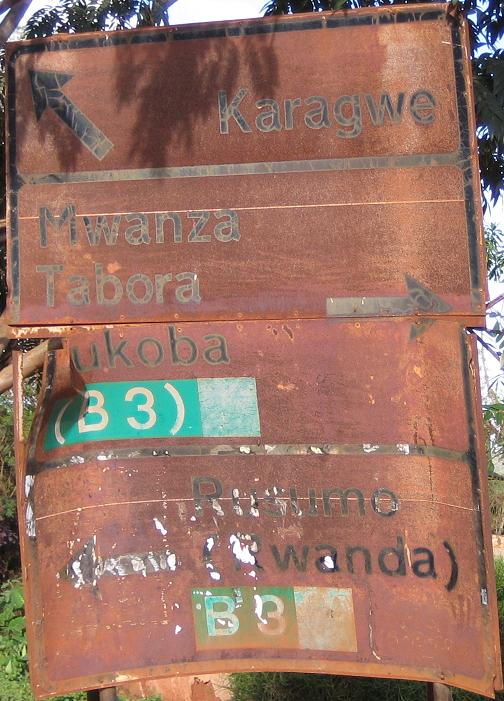
Otra señal en Tanzania.
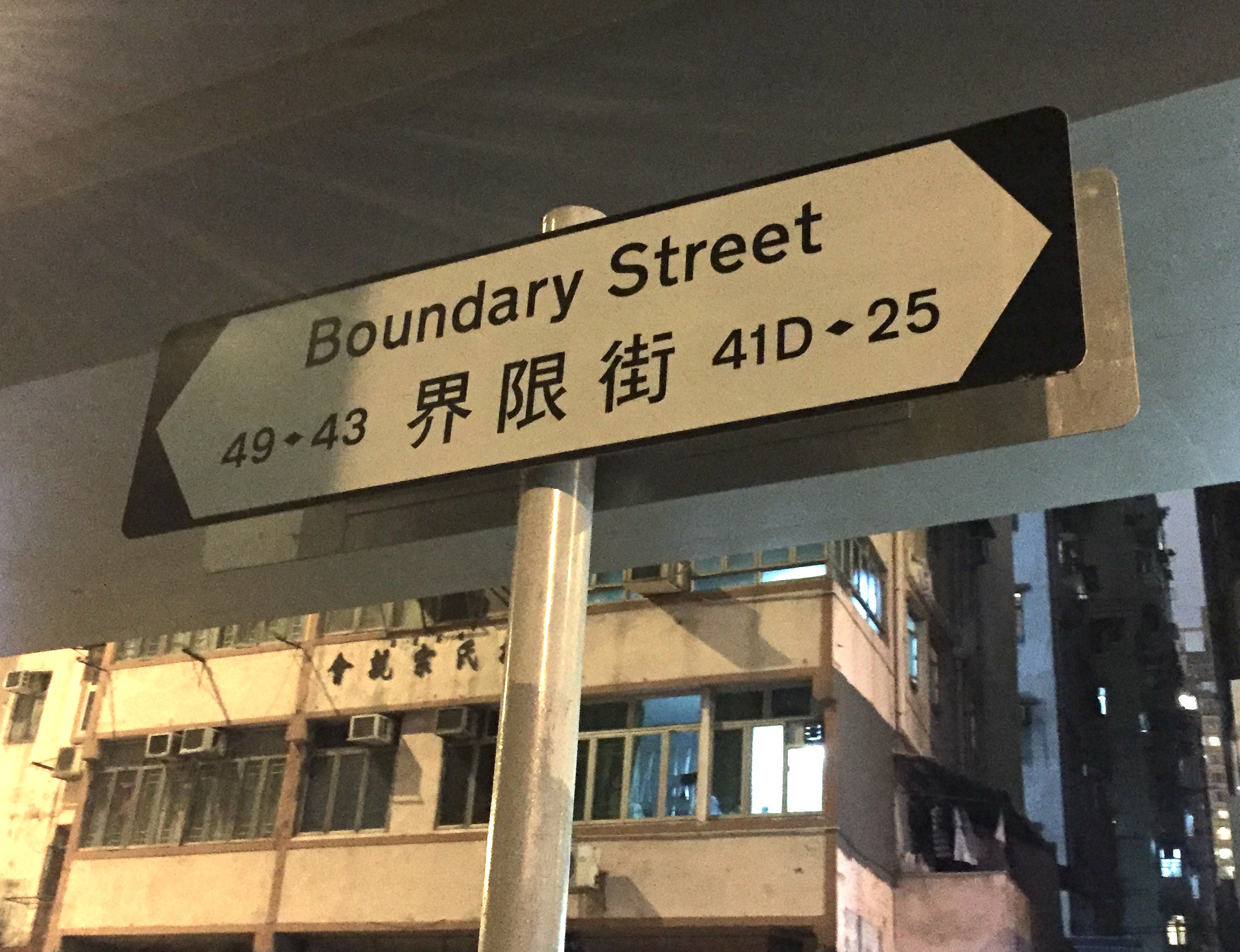
Señal superviviente en Hong Kong
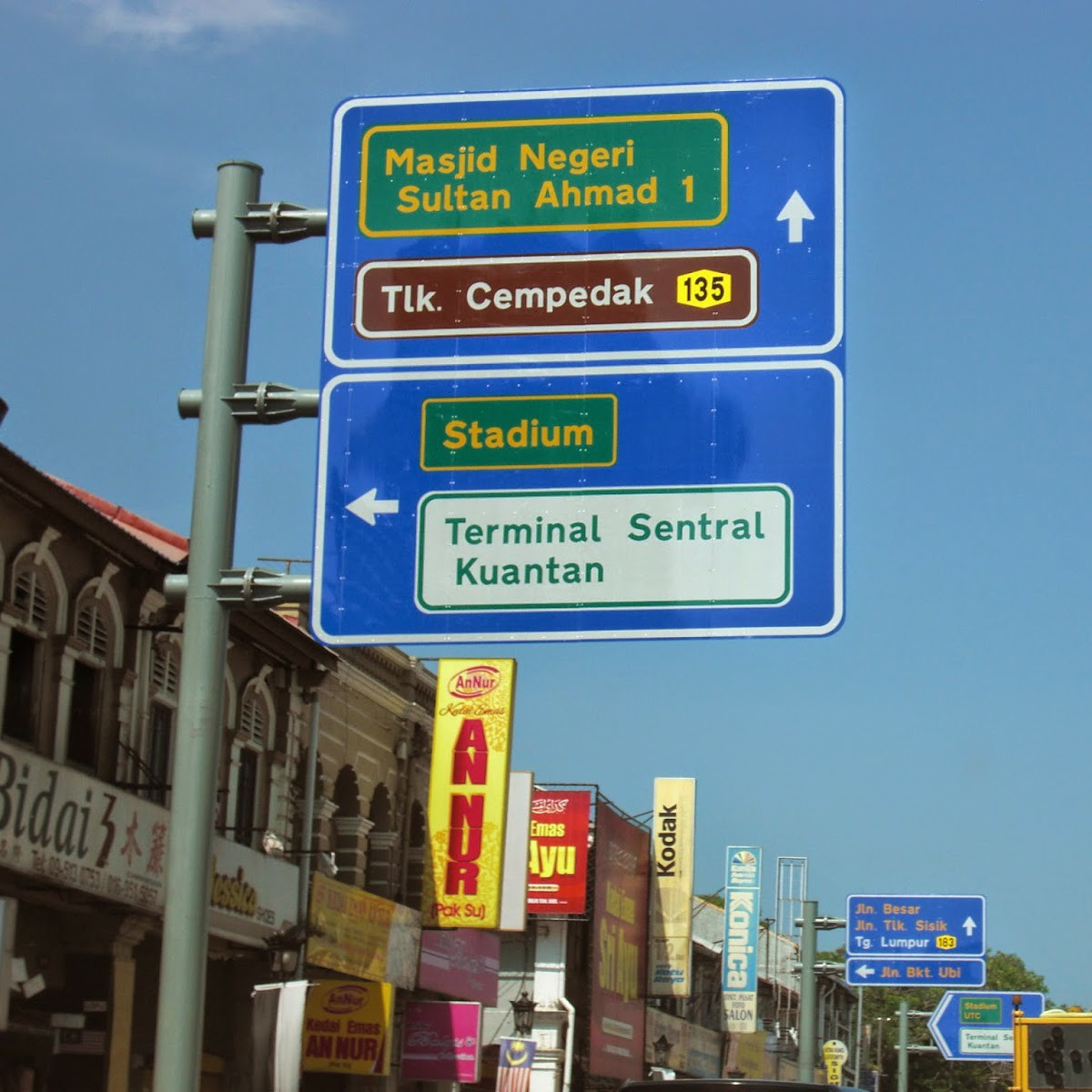
Ejemplo de aplicación en Malasia